# VMware Workstation Player
VMware Workstation Player, antigo VMware Player, é um pacote de software de virtualização para computadores x64 que executam o Microsoft Windows ou Linux, fornecido gratuitamente pela VMware, Inc., uma empresa que anteriormente era uma divisão da EMC Corporation e cujo acionista majoritário continua sendo a EMC Corporation. O VMware Player pode executar máquinas virtuais existentes e criar suas próprias máquinas virtuais (que exigem que um sistema operacional seja instalado para funcionar). Ele usa o mesmo núcleo de virtualização que o VMware Workstation, um programa semelhante com mais recursos, que não é gratuito. O VMware Player está disponível para uso pessoal não comercial, ou para distribuição ou outro uso por contrato escrito. A VMware, Inc. não oferece suporte formal ao Player, mas há um site da comunidade ativo para discutir e resolver problemas e uma base de conhecimento.
O VMware Player gratuito era distinto do VMware Workstation até as versões v7 do Player e v11 do Workstation. Em 2015, os dois pacotes foram combinados como VMware Workstation 12, com uma versão gratuita do Player de uso não comercial que, na compra de um código de licença, tornou-se o VMware Workstation Pro de especificação superior.